# Радужное (Полтавская область)

Радужное (укр. Райдужне, до 2016 г. — Оборона Рад) — село,
Сухомаячковский сельский совет,
Новосанжарский район,
Полтавская область,
Украина.
Код КОАТУУ — 5323487206. Население по переписи 2001 года составляло 145 человек.

## Географическое положение
Село Радужное находится на берегах реки Маячка,
выше по течению на расстоянии в 2,5 км расположено село Сухая Маячка,
ниже по течению на расстоянии в 2 км расположено село Рекуновка.
Река в этом месте пересыхает, на ней сделана большая запруда.